# Dietrich von Engelhardt
Dietrich von Engelhardt
(Göttingen, 5 de maio de 1941 – 14 de janeiro de 2025) foi um historiador da medicina alemão. Foi diretor do Instituto de História da Medicina e Pesquisa Científica da Universidade de Lübeck.

## Obras
- Historisches Bewusstsein in der Naturwissenschaft: von der Aufklärung bis zum Positivismus, Orbis academicus, Karl Alber Verlag, Freiburg. 1979
- Thomas Mann und die Wissenschaften, Lübeck, 1999
- Gesundheit, Krankheit, Therapie. Friedrich Hölderlin im Kontext der Medizin und Philosophie um 1800. In: Annuario Filosofico, Volume 26, 2010/2011, p. 175-207
- Deutsch-Italienische Wissenschaftsbeziehungen im 18. und 19. Jahrhundert. Strukturen und Dimensionen, In: Ingrid Kästner (Hrsg.): Wissenschaftskommunikation in Europa im 18. und 19. Jahrhundert (= Europäische Wissenschaftsbeziehungen, 1) Shaker-Verlag, Aachen 2009, p. 7-38
- Paracelsus im Urteil der Naturwissenschaften und Medizin des 18. und 19. Jahrhunderts. Darstellung, Quellen, Forschungsliteratur. Deutsche Akademie der Naturforscher Leopoldina, Halle (Saale). Barth Verlag, Heidelberg, 2001
- Krankheit, Schmerz und Lebenskunst: Eine Kulturgeschichte der Körpererfahrung. C.H. Beck Verlag, München, 1999
- Medizin in der Literatur der Neuzeit, Volumes 1-2. Guido Pressler Verlag, Hürtgenwald, 1991/2000
- Herausgeber: Ethik im Alltag der Medizin: Spektrum der medizinischen Disziplinen, Springer Verlag, Berlin, 1989
- Mit der Krankheit leben. Grundlagen und Perspektiven der Copingstruktur des Patienten. Verlag für Medizin, E. Fischer Heidelberg, 1986
- mit Heinrich Schipperges: Die inneren Verbindungen zwischen Philosophie und Medizin im 20. Jahrhundert, Wissenschaftliche Buchgesellschaft, Darmstadt, 1980
- Hegel und die Chemie. Studie zur Philosophie und Wissenschaft der Natur um 1800. Guido Pressler Verlag, Hürtgenwald, 1976